# José Fernández Cisternas
José Kurt Fernández Cisternas (Puchuncaví, 23 de febrero de 1928-Viña del Mar, 5 de noviembre de 2009), apodado “Peta” Fernández, fue un futbolista chileno que jugaba en la posición de delantero izquierdo. Se ubica en la novena posición en la lista de los mayores anotadores en la Primera División chilena de fútbol, con 171 goles.

## Trayectoria
Vistió las camisetas de Santiago Wanderers con el cual logró el subcampeonato de 1949 y la de Palestino con quien obtuvo el título el año 1955. En ambos clubes compartió en delantera junto a Guillermo "Yemo" Díaz, con quien hizo una dupla que causó estragos a las defensas nacionales y extranjeras, ya que ambos llegaron a la Selección Nacional.
Fernández finalizó su carrera en el club San Antonio Unido en la Segunda División en 1962, en donde el club porteño estuvo a un punto de ascender a Primera división.
Con la Selección Nacional disputó 22 partidos, marcando 5 goles, participando en las clasificatorias del Mundial de Suecia en 1958 además de jugar el sudamericano de Uruguay 1956 y Perú 1957. Su debut en la Roja fue el 12 de octubre de 1949, en el triunfo 3-2 sobre el seleccionado de Mendoza. Su último partido como seleccionado lo disputó el 13 de octubre de 1957, en la derrota 0-2 contra Argentina.
Desde 1950 lleva su nombre el Club Deportivo José Fernández Cisternas de Los Maitenes, localidad de Puchuncaví de la que es oriundo. Hoy es uno de los clubes deportivos de más tradición y arraigo en el norte de la provincia de Valparaíso.  

## Clubes
| Club               | País  | Año       |
| ------------------ | ----- | --------- |
| Santiago Wanderers | Chile | 1948-1954 |
| Palestino          | Chile | 1955-1961 |
| San Antonio Unido  | Chile | 1962      |

## Palmarés

### Campeonatos nacionales
| Título           | Club      | País  | Año  |
| ---------------- | --------- | ----- | ---- |
| Primera División | Palestino | Chile | 1955 |